# وحشی بن حرب
وحشی (واشی) پسر حرب غلام جبیر پسر مطعم بود که در قرن هفتم میلادی در شبه جزیرهٔ عربستان می‌زیست. کنیهٔ وی را ابودُسمه گزارش کرده‌اند. وی حبشی‌الاصل بوده‌است.

## زندگانی
وی یکی از اهالی مکه بود که در جنگ احد بر ضد مسلمانان شرکت کرد. وی در این جنگ توسط هند بنت عتبه گماشته شد تا حمزه بن عبدالمطلب– سردار اسلام و عموی محمد – را به قتل برساند. او نیز توانست با پرتاب نیزه‌ای از راه دور، حمزه را به قتل برساند. او پس از جنگ احد در مکه بود تا اینکه آزاد شد. در سال هشتم هجری قمری که مسلمانان مکه را فتح کردند، پیامبر اسلام فرمان عفو عمومی صادر کرد، وحشی نیز به طائف گریخت. دیری نگذشت تا مسلمانان طائف را نیز فتح کردند. وحشی راهی جز پذیرش اسلام نداشت و خود را به پیامبر اسلام رساند و شهادتین گفت، پس از گفتگویی بین محمد و او، محمد از کرده او در جنگ احد سخن گفت و به او سفارش کرد که دیگر تو را نبینم که دیدن تو مرا یاد حمزه می‌اندازد. این طرد وحشی، نشانه‌ای از نداشتن ایمان واقعی وحشی تلقی می‌شد. وی پس از مسلمان شدن به شراب و زنا روی آورد و همین امر سبب شد بارها حد بخورد. ابن حجر و ابن اثیر، دلیل مرگ وحشی را سوء مصرف شراب گزارش کرده‌اند. وی در اواخر عمر خود، که در عصر معاویه می‌گذشت، در مدح معاویه روایت‌هایی جعل کرد.
همچنین، در جنگ‌های ارتداد، وحشی بن حرب پس از مبارزه طلبیدن، مسیلمه را که مدعی نبوت بود، کشت؛ و بعد از شکست دادن مُسیلمه، گروه‌های از اسلام برگشته یکی پس از دیگری از دست مسلمانان شکست خوردند تا به کلی این خیزش سرکوب شد و عرب‌ها خود را برای یورش به عراق، سوریه و مصر آماده کردند.